# Cotoneaster soongoricus
Cotoneaster soongoricus är en rosväxtart som först beskrevs av Eduard August von Regel och Herd., och fick sitt nu gällande namn av Mikhail Grigoríevič Popov. Cotoneaster soongoricus ingår i släktet oxbär, och familjen rosväxter. Utöver nominatformen finns också underarten C. s. microcarpus.